# Hubert Hammerl
Hubert Hammerl (* 25. Oktober 1971 in Graz) ist ein österreichischer Triathlet. Er wird in der Bestenliste Österreicher Triathleten auf der Ironman-Distanz geführt.

## Werdegang
Hubert Hammerl wuchs in Graz auf und er besuchte das Bundesgymnasium und Bundesrealgymnasium Seebacher.

### Wasserball 1987 bis 1997
Er begann seine sportliche Karriere als Schwimmer in Graz.

Von 1987 bis 1997 spielte er Wasserball und wurde mit dem WBC-Tirol auch Österreichischer Staatsmeister. Seinen ersten Triathlon absolvierte er 1995.

### Triathlon-Profi seit 2000
Der Triathlon-Spezialist auf der Lang- oder Ironman-Distanz (3,86 km Schwimmen, 180,2 km Radfahren und 42,195 km Laufen) war seit dem Jahr 2000 als Profi aktiv.
2004 nahm Hammerl an der Österreich-Rundfahrt teil und beendete diese als erster Triathlet. Er wurde von Daniel Kezele und Klaus-Peter Justus trainiert.
Bis Ende 2010 konnte Hubert Hammerl 36 Langdistanz-Wettkämpfe erfolgreich beenden und war dabei neun Mal in den Top 10 platziert. Sein Spitzname ist „Ironator“.

2010 beendete er seine Karriere als Profi-Triathlet.
Im August 2018 startete der 46-Jährige beim Ironman Tallinn und belegte den 34. Rang.

### Privates
Hammerl lebt seit Ende des Jahres 2005 in Jena (Deutschland). Er ist  verheiratet und die beiden haben einen Sohn sowie eine Tochter. Nach Beendigung eines Jura-Fernstudiums an der Franzens-Universität ist er als Immobilienmakler und Hausverkäufer in Jena tätig.

## Auszeichnungen
- 2006 Sportler des Jahres, Jena

## Sportliche Erfolge
| Datum/Jahr   | Rang | Wettbewerb              | Austragungsort | Zeit     | Bemerkung                           |
| ------------ | ---- | ----------------------- | -------------- | -------- | ----------------------------------- |
| 29. Mai 2011 | 3    | Citytriathlon Heilbronn | Heilbronn      | 02:09:02 | Dritter auf der olympischen Distanz |
| 24. Mai 2009 | 18   | Ironman 70.3 Austria    | St. Pölten     | 04:04:07 |                                     |

| Datum/Jahr    | Rang | Wettbewerb           | Austragungsort    | Zeit     | Bemerkung |
| ------------- | ---- | -------------------- | ----------------- | -------- | --- |
| 22. Aug. 2021 | 27   | Ironman Copenhagen   | Kopenhagen        | 08:57:23 | |
| 4. Aug. 2018  | 34   | Ironman Tallinn      | Tallinn           | 09:03:58 | |
| 5. Juli 2009  | 12   | Ironman Austria      | Klagenfurt        | 08:43:03 | |
| 1. März 2008  | 6    | Ironman New Zealand  | Taupō             | 08:47:36 | |
| 6. Juli 2008  | 12   | Ironman Germany      | Frankfurt am Main | 08:45.43 | Ironman European Championships |
| 13. Okt. 2007 | 70   | Ironman Hawaii       | Hawaii            |          | |
| 26. Aug. 2007 | 5    | Ironman Korea        | Seogwipo          | 09:39:20 | |
| 1. Juli 2007  | 12   | Ironman Germany      | Frankfurt am Main |          | |
| 28. Mai 2006  | 5    | Ironman Japan        | Gotō-Inseln       | 09:02:36 | |
| 15. Okt. 2005 | 38   | Ironman Hawaii       | Hawaii            | 08:57:32 | |
| 28. Aug. 2005 | 2    | Ironman Korea        | Seogwipo          | 09:04:47 | Hammerl erreichte in Korea gemeinsam mit Park Byung-hoon den zweiten Platz hinter dem Franzosen Patrick Vernay und erzielte damit die bislang beste Ironman-Platzierung eines Österreichers. |
| 9. Apr. 2005  | 10   | Ironman Arizona      | Tempe             |          | |
| 2005          | 7    | Ironman Austria      | Klagenfurt        | 08:35:09 | |
| 2004          | 7    | Ironman Korea        | Seogwipo          |          | |
| 8. Nov. 2003  | 28   | Ironman Florida      | Panama City       | 09:17:52 | |
| 4. Nov. 2000  | 9    | Ironman Florida      | Panama City       |          | |
| 14. Okt. 2000 | 50   | Ironman Hawaii       | Hawaii            | 09:35:20 | |
| 23. Juli 2000 | 11   | Ironman Austria      | Klagenfurt        | 08:33:50 | persönliche Bestzeit auf der Langdistanz |
| 2000          |      | Ironman South Africa | Kapstadt          | 09:25:38 | |
| 12. Juli 1999 | 25   | Ironman Austria      | Klagenfurt        | 08:59:45 | |

## Beste Teilzeiten
- Schwimmen: 46:51 min
- Radfahren: 4:40:13 h
- Laufen: 2:56:20 h (Marathon)
- Gesamt: 8:33:50 h (Ironman Austria 2000)